# آکیمونو

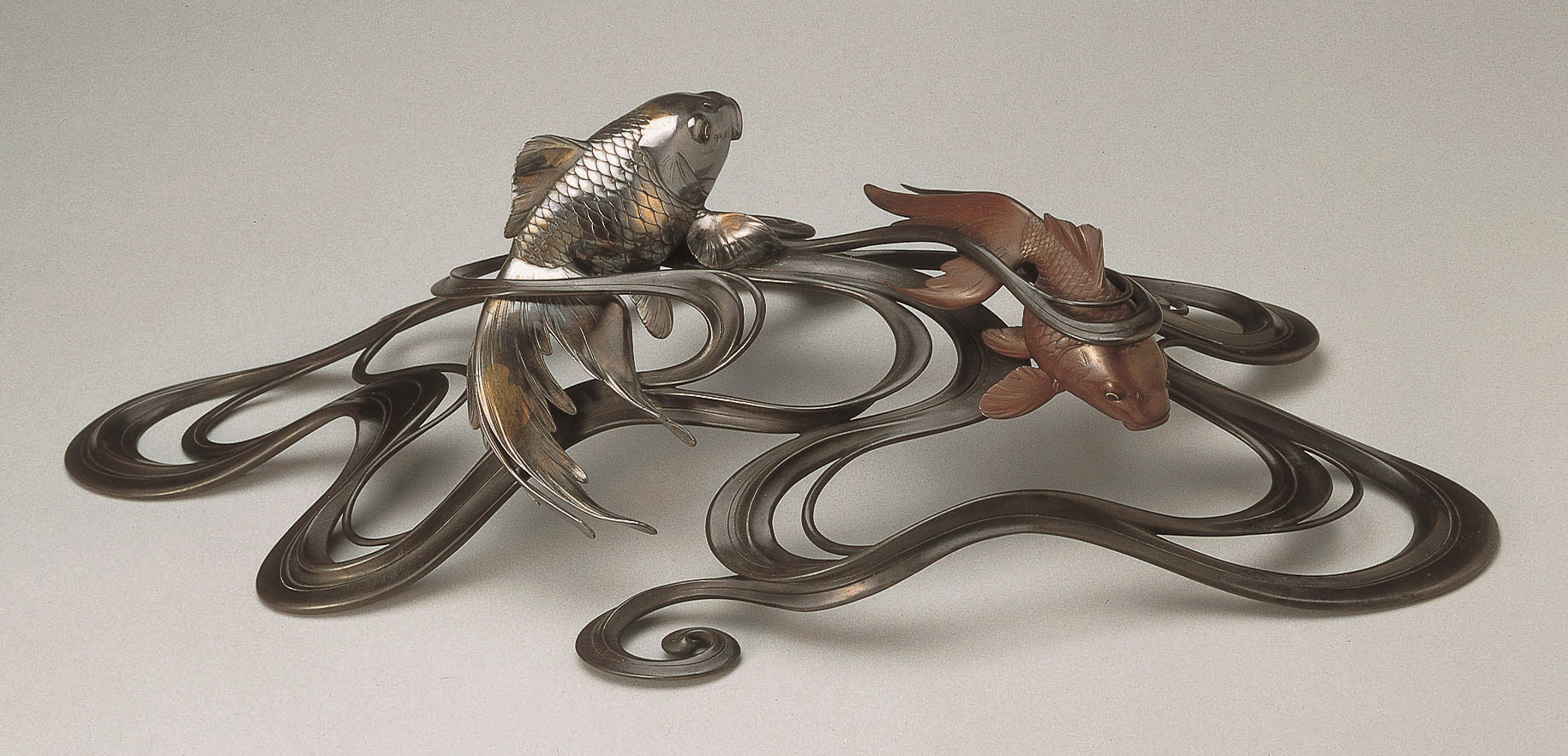
آکیمونو، ماهی در امواج، توسط آشیما جون (Ōshima Joun). برنز، نقره، آلیاژ طلا و مس. حدود سال ۱۹۰۰. مجموعه هنر ژاپنی خلیلی

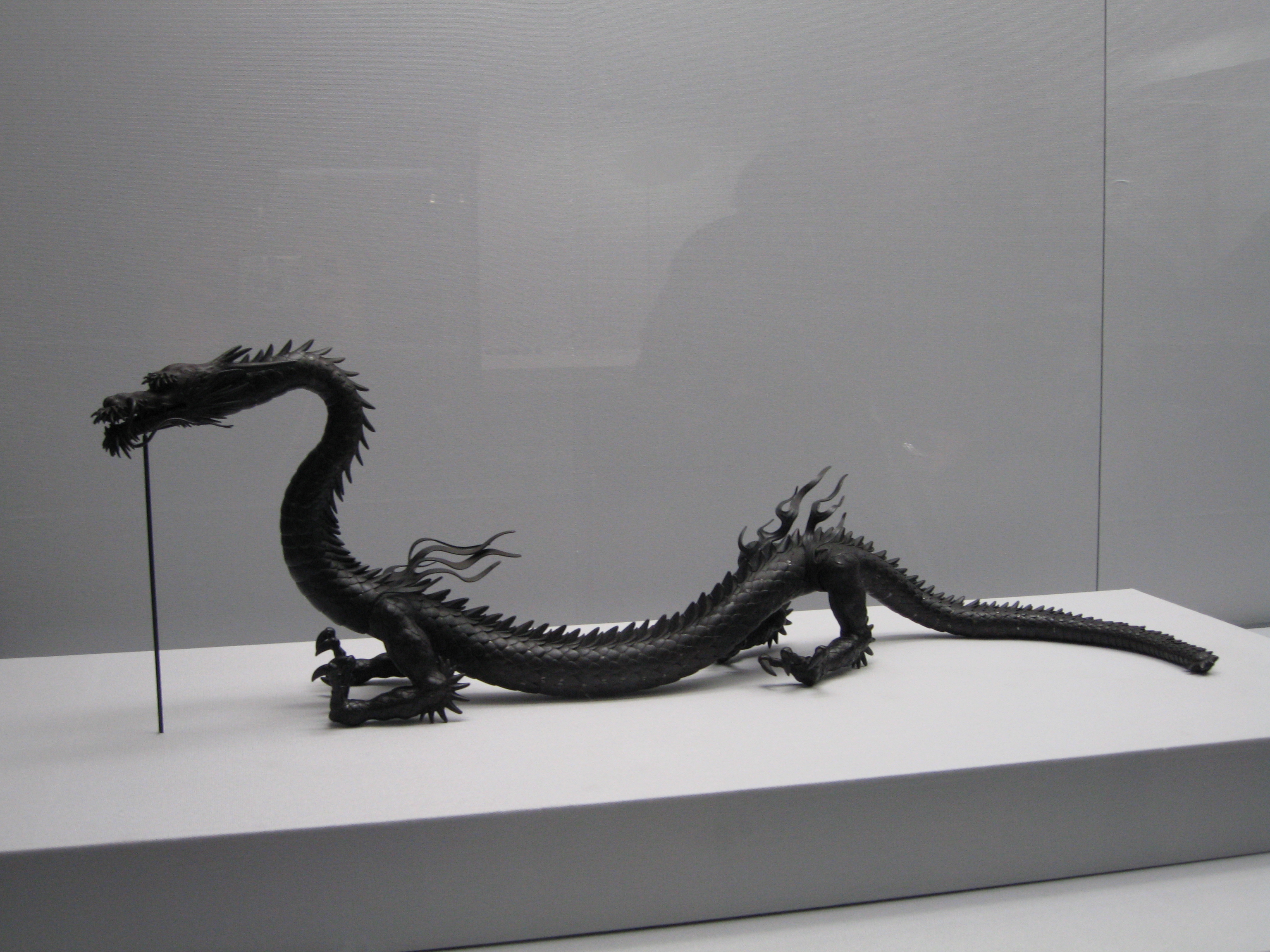
آکیمونو جیزای، اژده‌هایی ساخته شده از آهن، ساخته میوچین مونیاکی (Myochin Muneaki) در سال ۱۷۱۳

آکیمونو (به انگلیسی: Okimono) (به ژاپنی: 置物) از زیورآلات ژاپنی است. این اصطلاح به ترتیب به معنی مکان (oku) و چیز (mono) تشکیل شده است.
آکیمونو عملکردی کاملاً زیباشناختی دارد. به‌طور سنتی، یک آکیمونو در تماشاگه یا در بوتسودان (محراب خانوادگی) قرار می‌گیرد.

## تاریخچه
در دوره میجی (۱۹۱۲–۱۸۶۸) تعداد زیادی از آکیمونو به غرب صادر شد.
یکی از مشهورترین هنرمندان در زمینه فلزکاری، یامادا سوبی (۱۸۷۱–۱۹۱۶) بود که از یک ورق فلزی قطعه می‌ساخت.
اولین کاربرد آن در سال ۱۸۸۶ توسط ویلیام اندرسون ثبت شده است.

## توضیحات
آکیمونو می‌تواند از پرسلان، سفال، فلز، چوب یا عاج باشد. اندازه آن معمولاً ۲۰ تا ۳۰ سانتی‌متر است، اما همیشه بزرگ‌تر از نِتسوکه است.
یک آکیمونو می‌تواند انواع موضوعات مانند حیوان‌ها، موجودات اسطوره‌ای، مردم، خدایان، میوه‌ها یا سبزیجات را به تصویر بکشد. در برخی از نمونه‌های مختلف چندین موضوع با هم ترکیب شده‌اند. آکیمونو می‌تواند یک صحنه روزانه یا یک افسانه را به تصویر بکشد.
یکی از زیرمجموعه‌های آکیمونو، آکیمونو جیزای (Okimono Jizai) است، اشکال مفصل‌دار که اغلب از برنز یا آهن ساخته می‌شود.

## نگارخانه

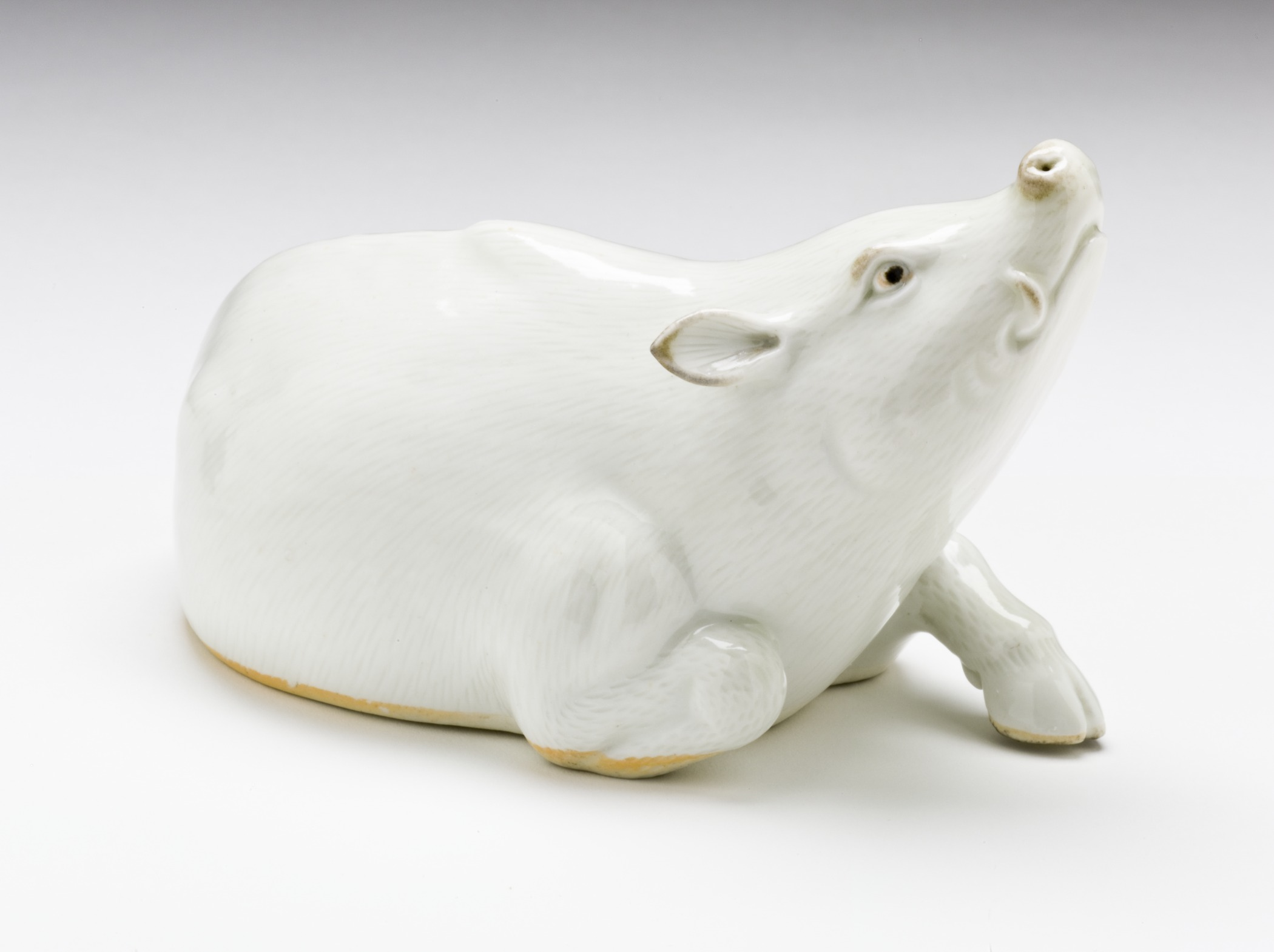
آکیمونو پرسلان، گراز در حال نشسته، پرسلان هیرادو میکاواچی (Hirado ware) با لعاب شفاف، دوره ادو، قرن ۱۹
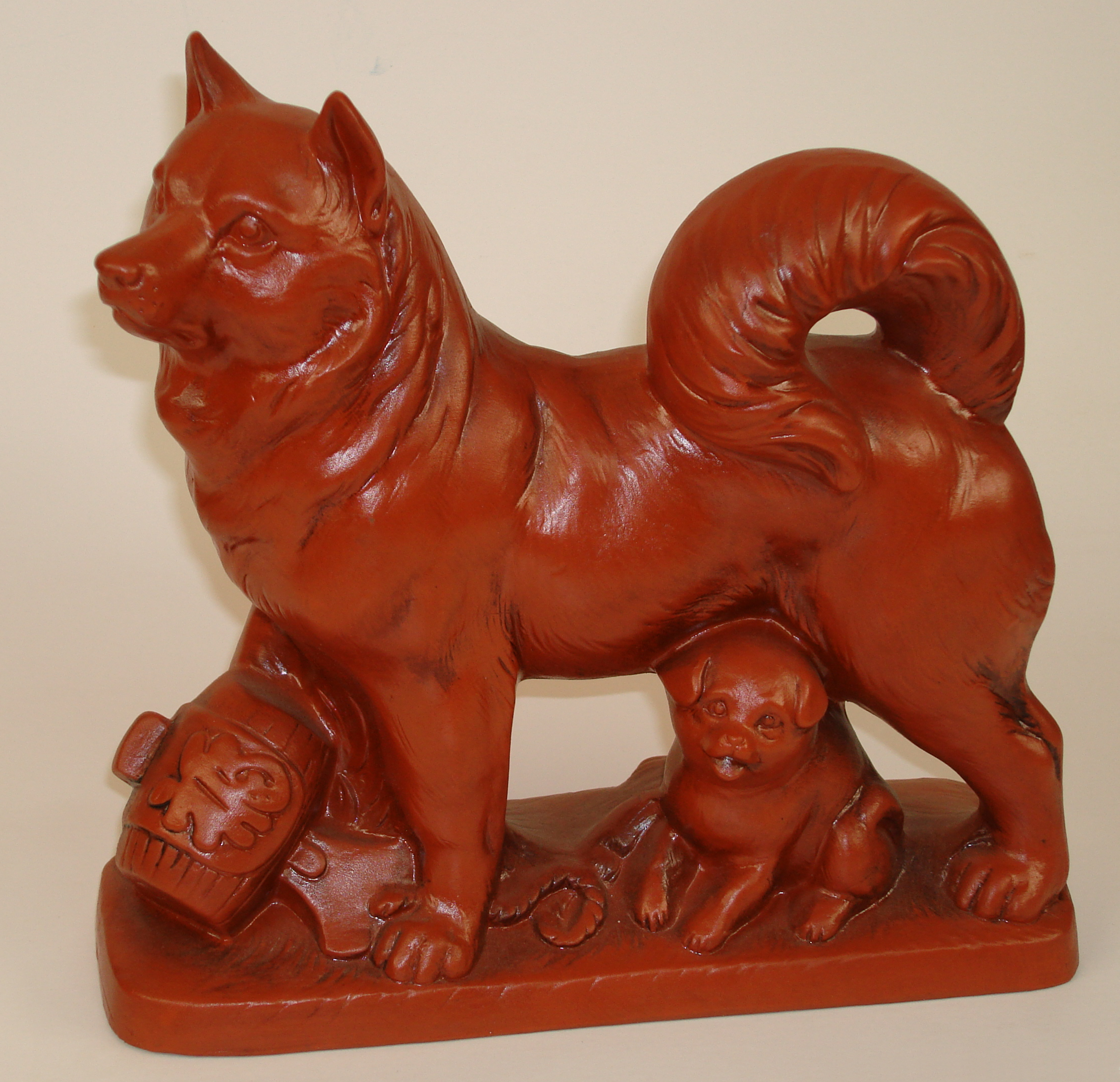
آکیمونو، سگ
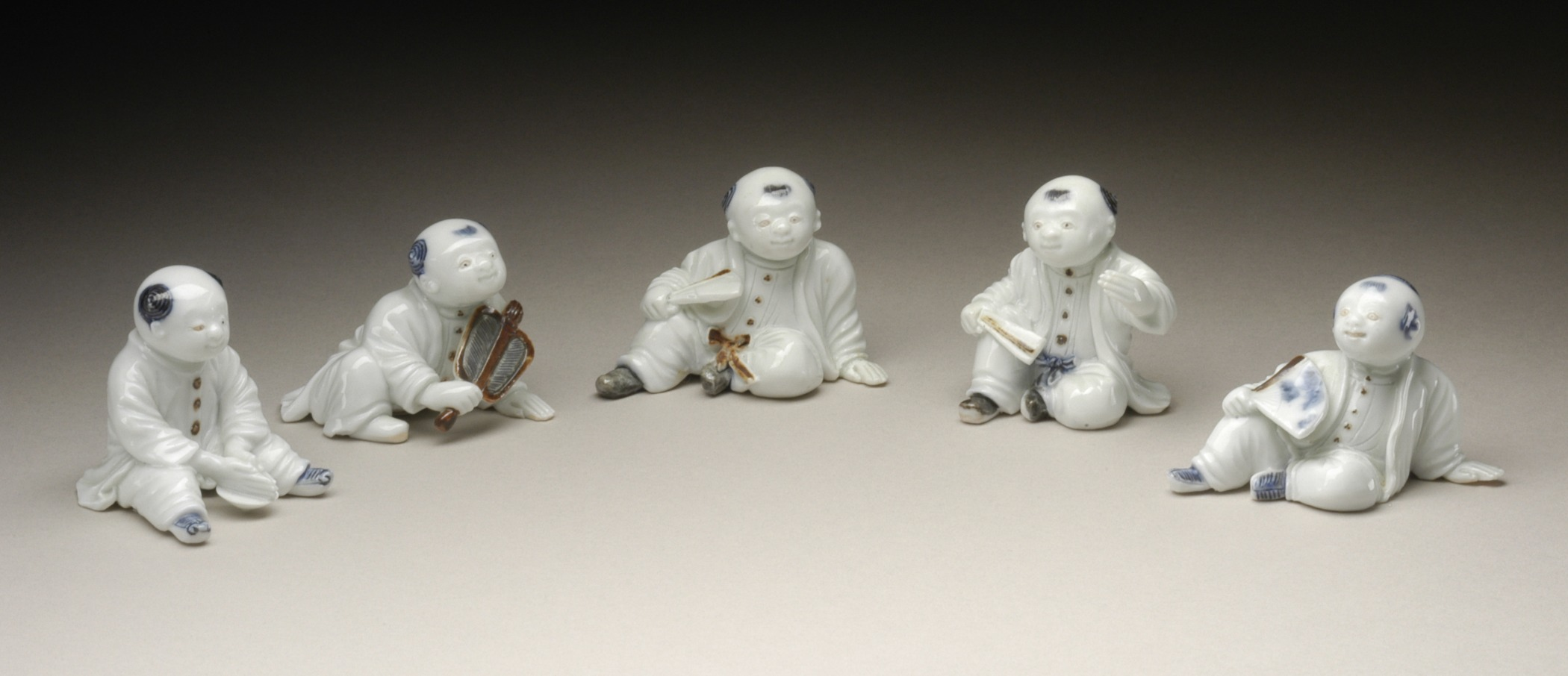
آکیمونو پرسلان، مجموعه تندیس‌های پرسلان لعاب‌دار شهر هیرادو در قرن ۱۹
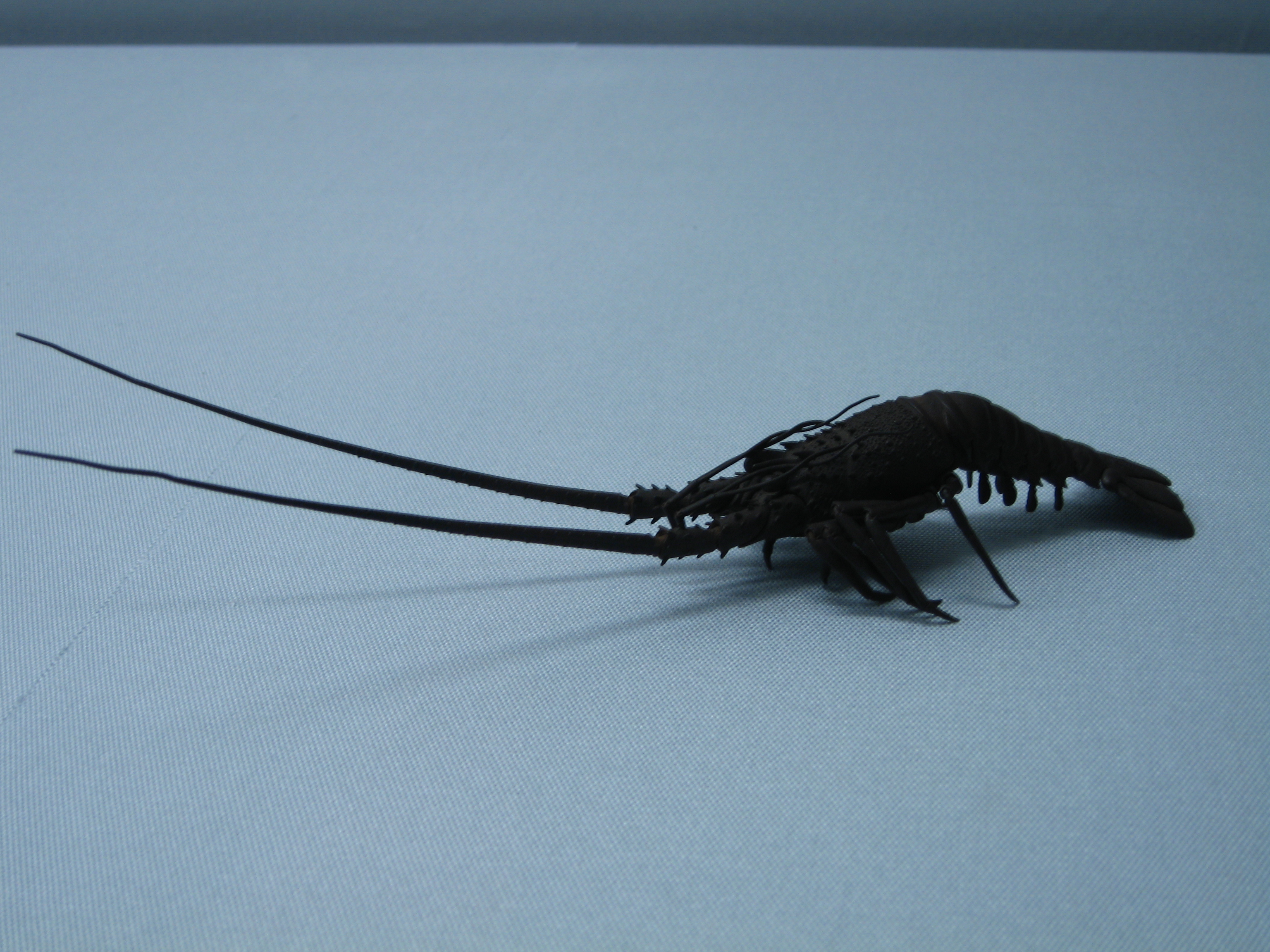
آکیمونو جیزای، خرچنگ
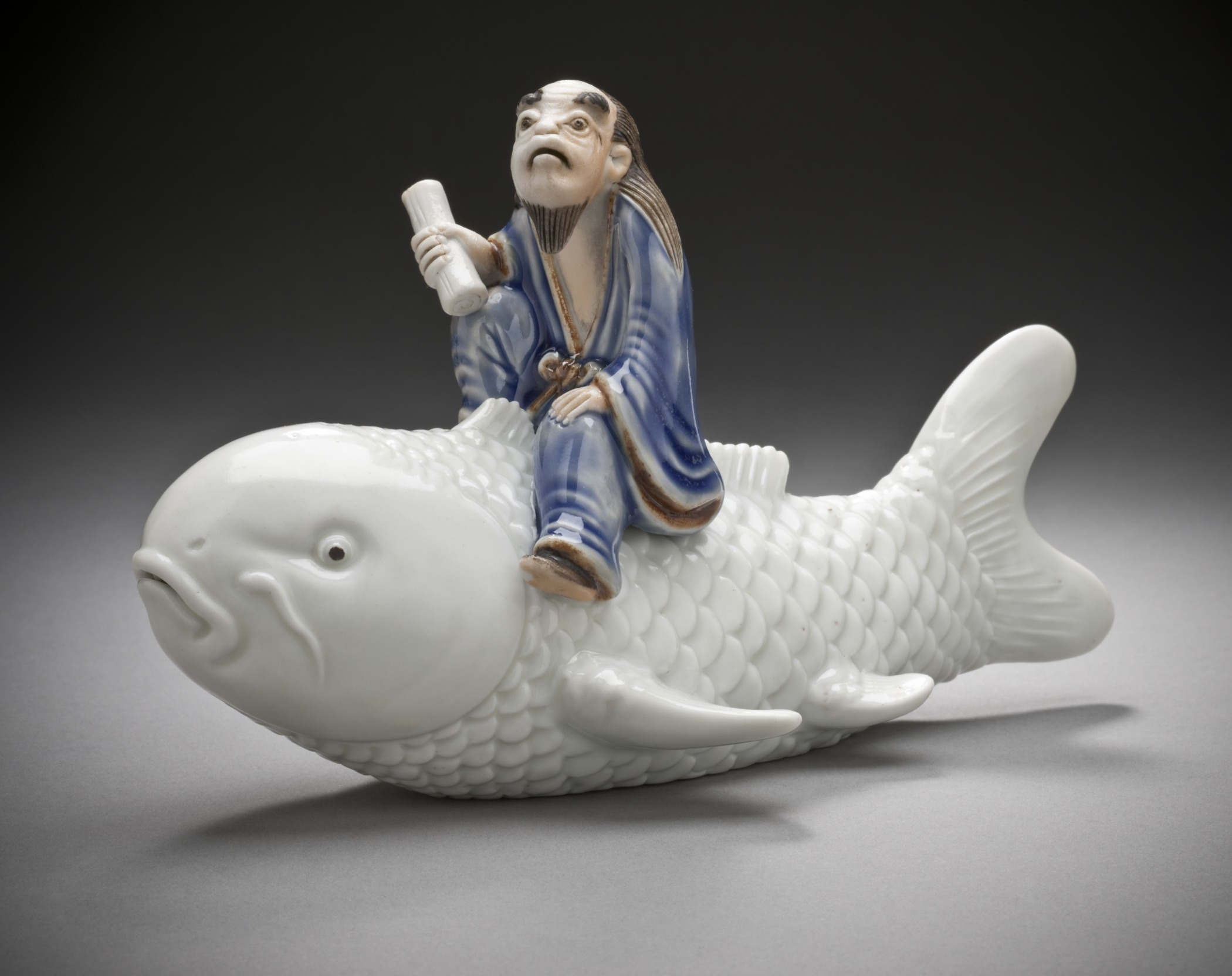
آکیمونو پرسلان، کینکو در پشت ماهی کپور،  قرن ۱۹
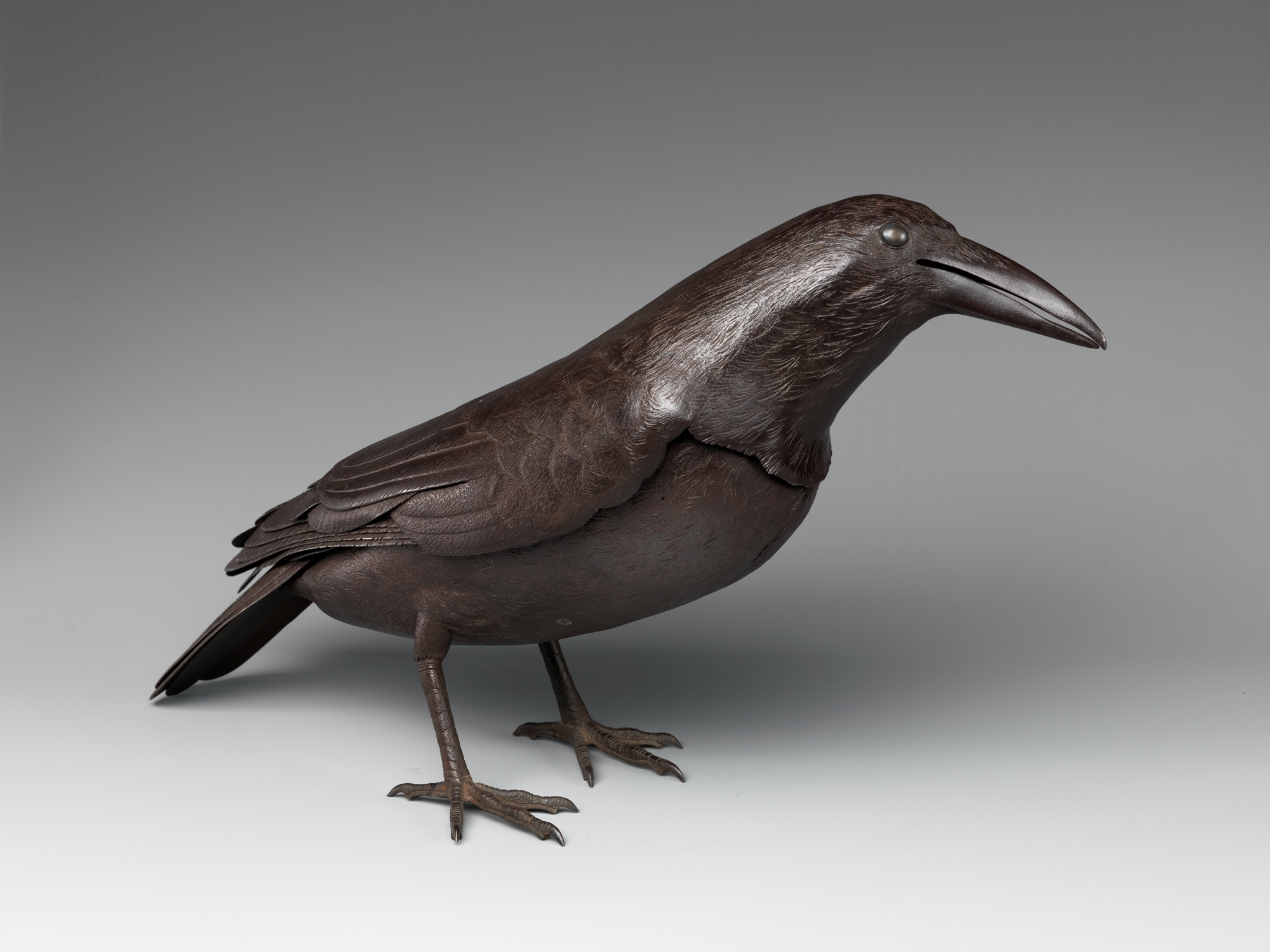
آکیمونو جیزای، کلاغ
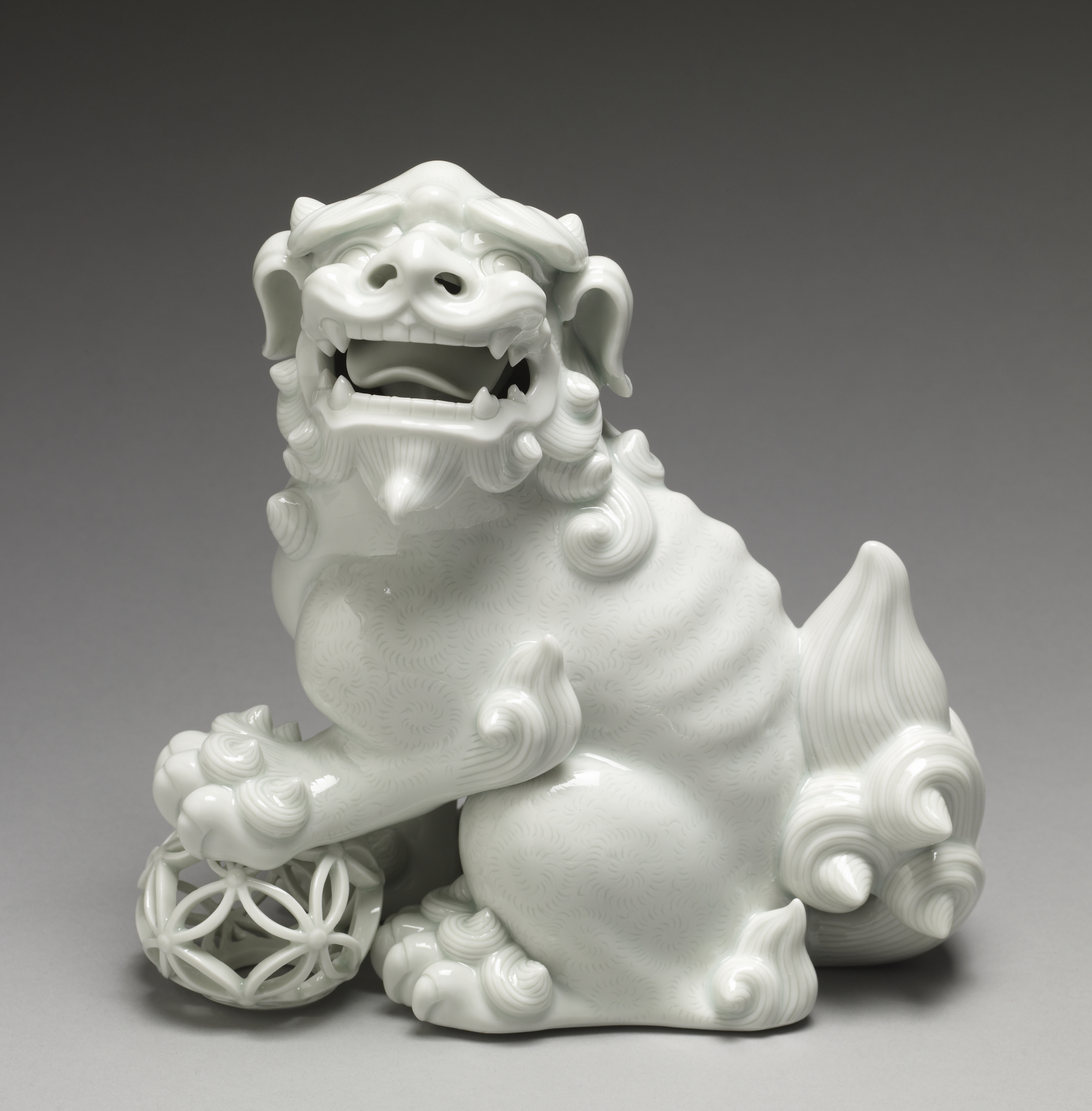
آکیمونو پرسلان، شیر و توپ
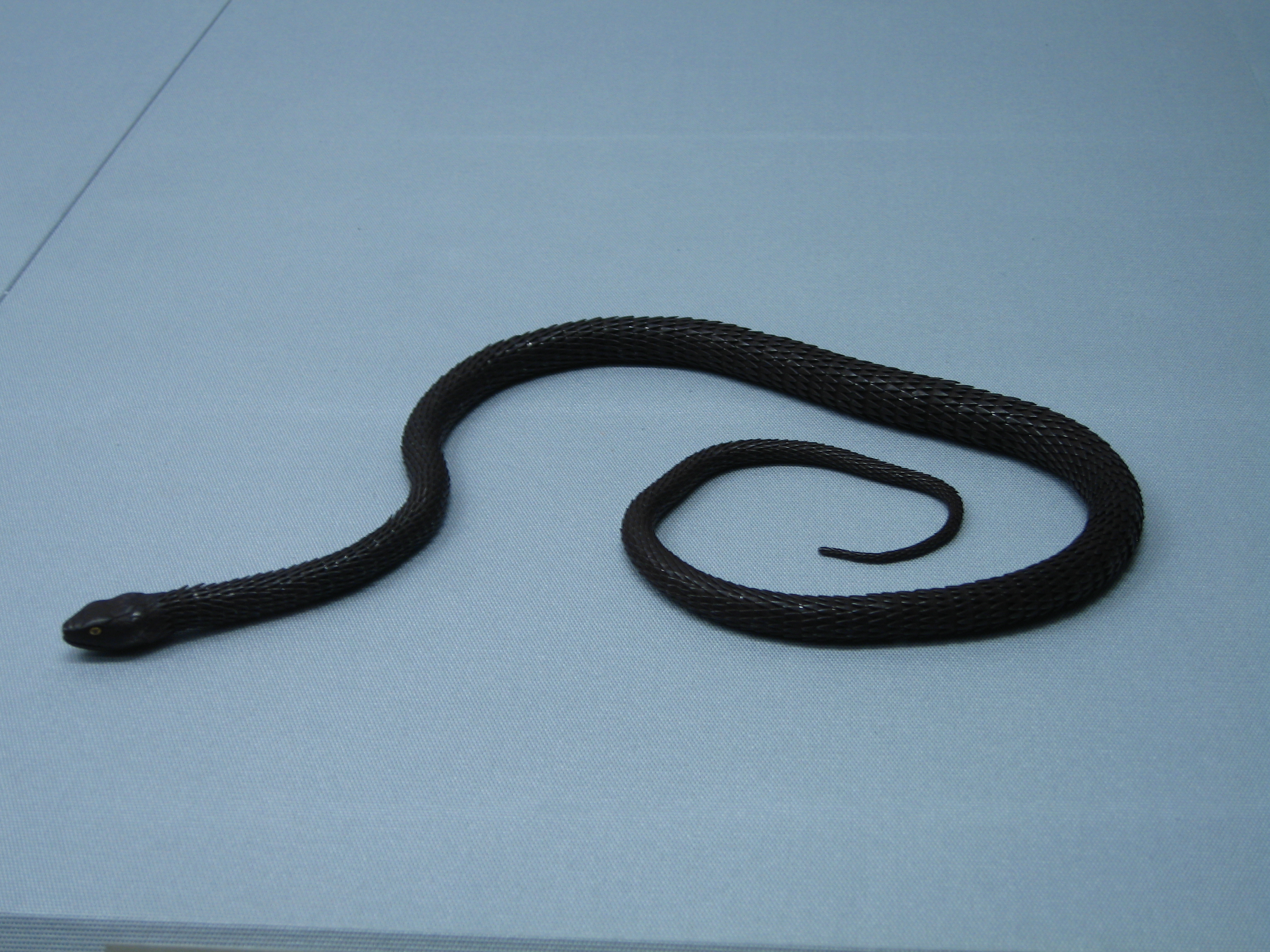
آکیمونو جیزای، مار
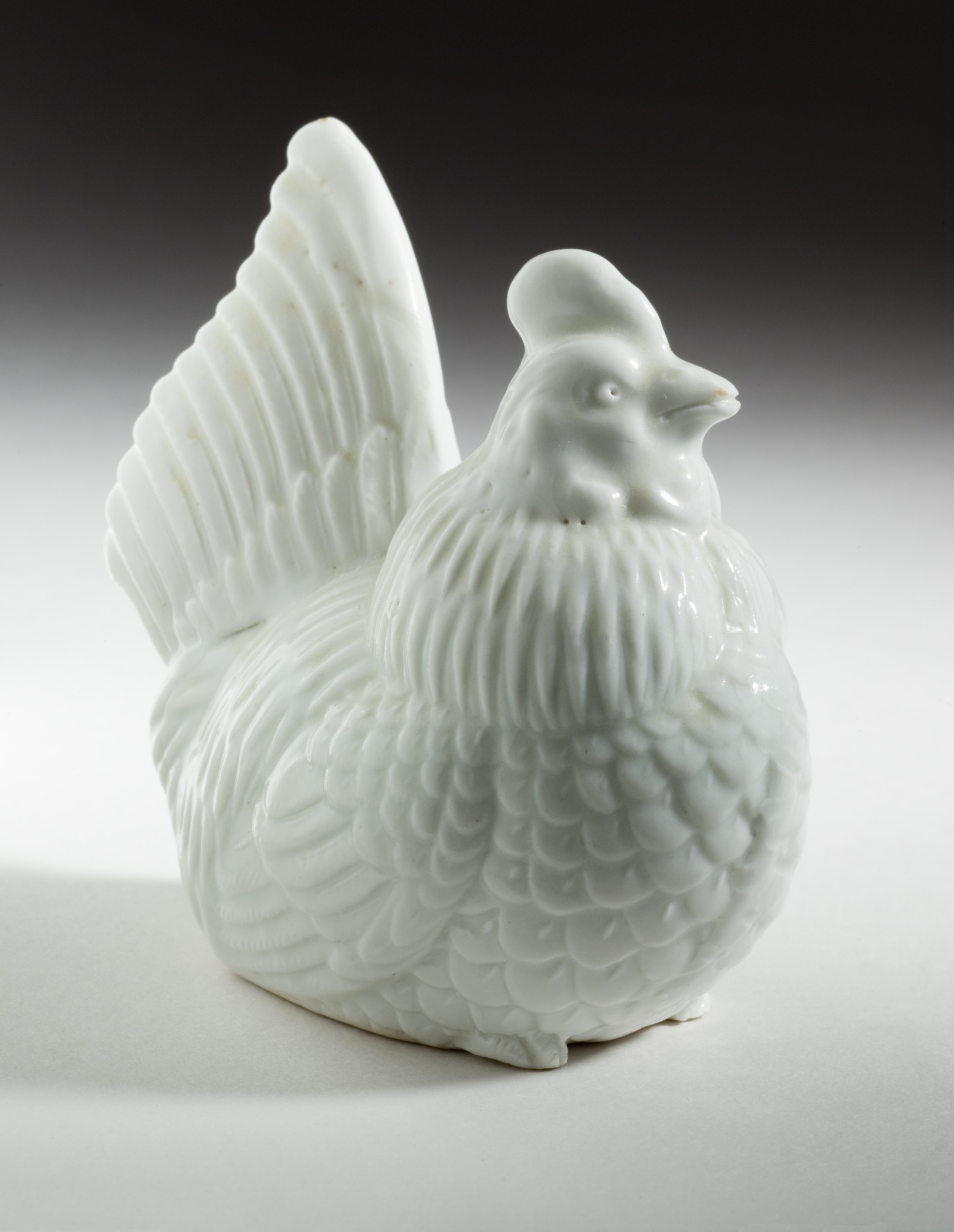
آکیمونو پرسلان، مرغ
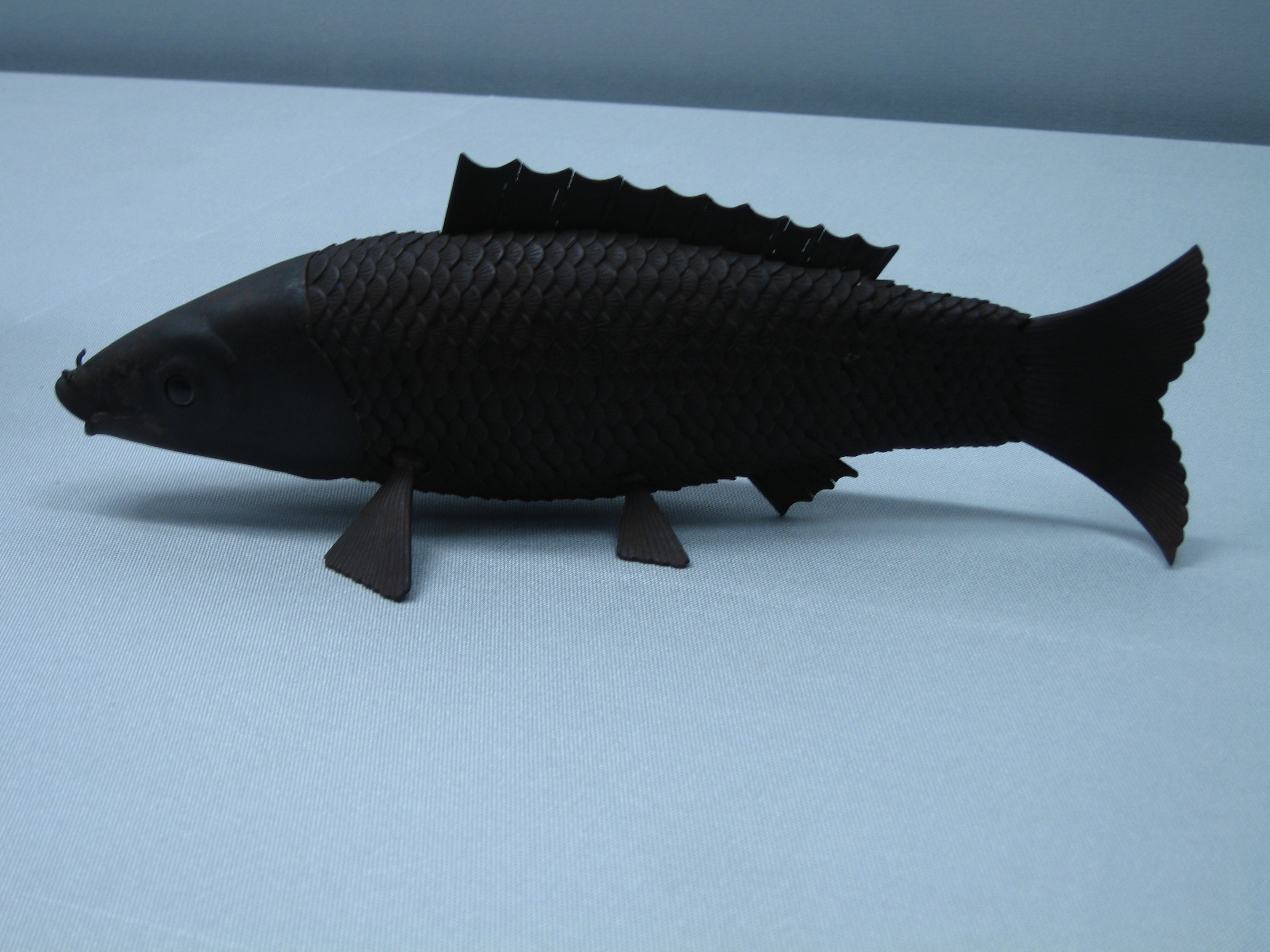
آکیمونو جیزای، ماهی
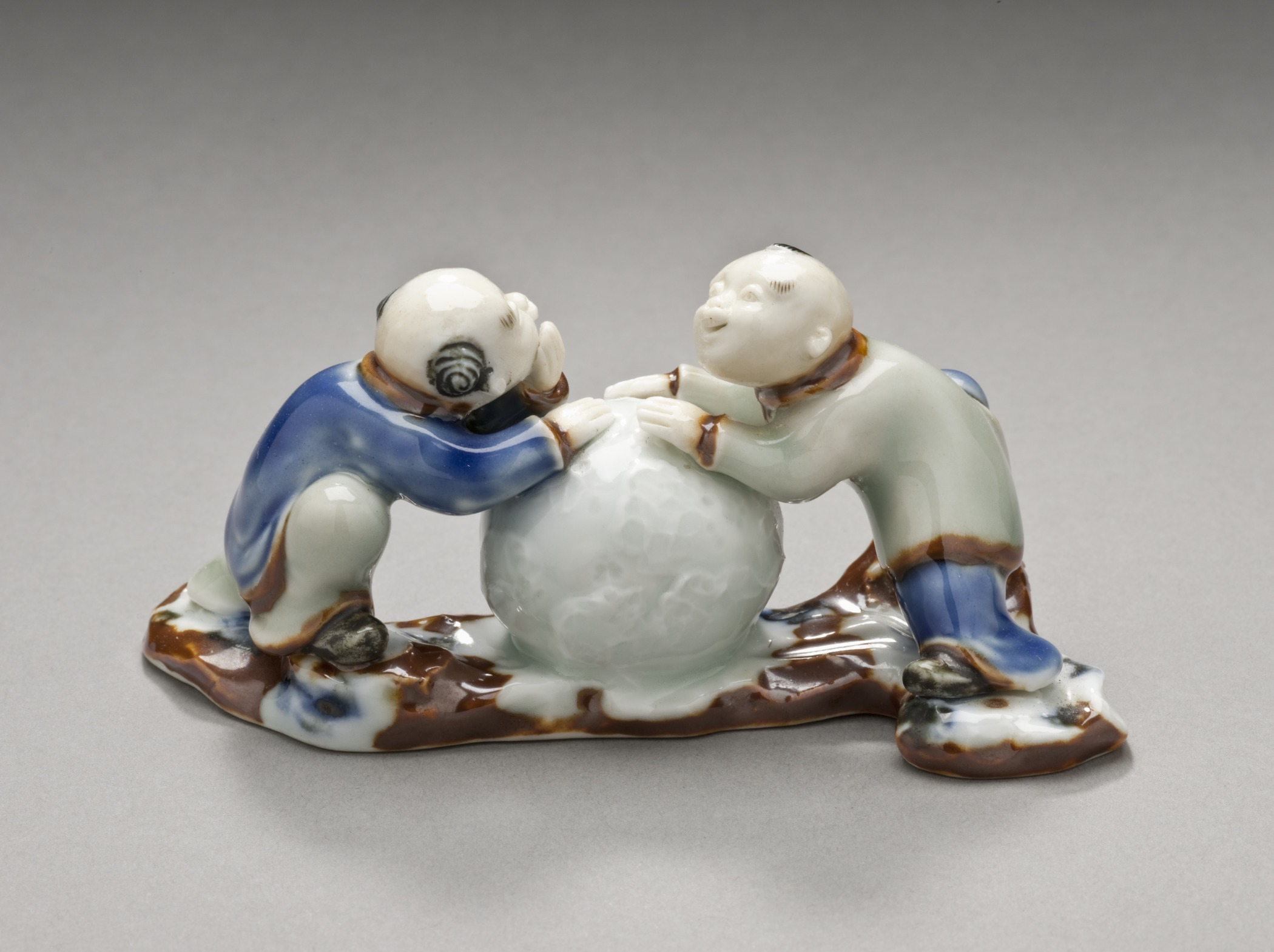
آکیمونو پرسلان، دو پسر با توپ برفی
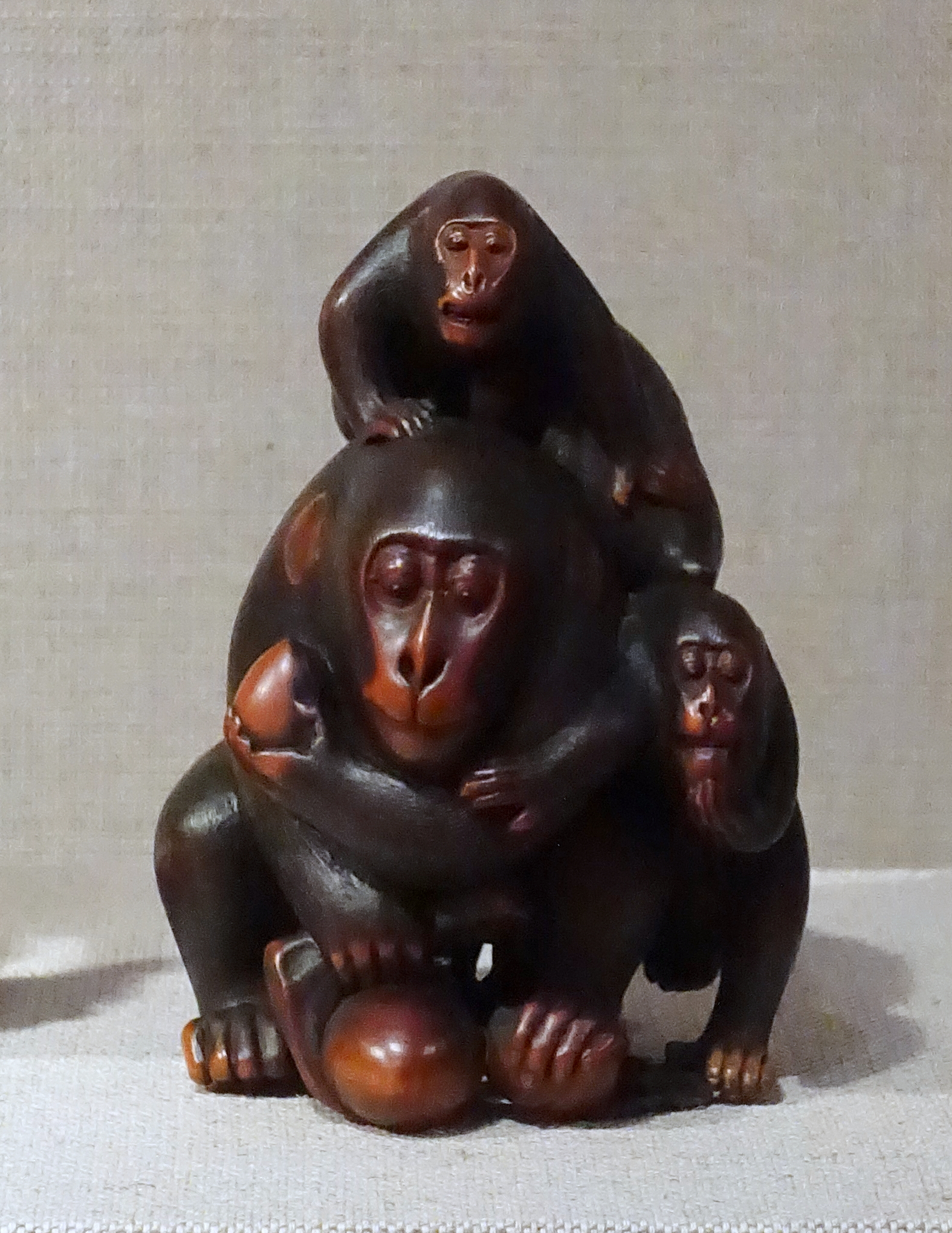
آکیمونو، میمون مادر و فرزندان، اواسط قرن ۱۹
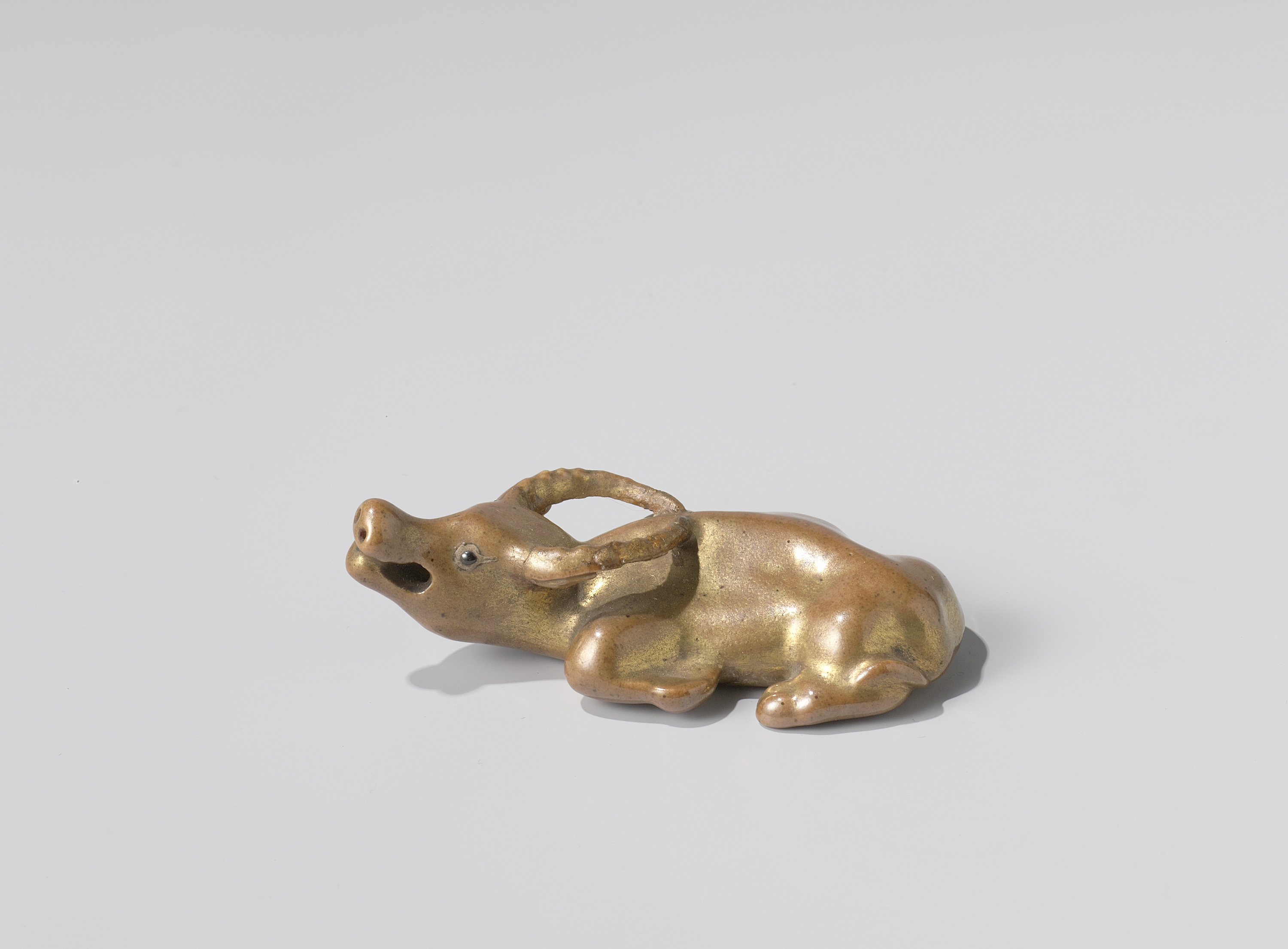
آکیمونو، گاومیش. لعاب بژ با درخشش طلائی. برچسب خط: ناشناس، مجموعه پرسلان مجسمه‌ها ژاپن  (۱۹۰۰ - ۱۸۰۰).